# تشارلز كناب (سياسي)
تشارلز كناب هو سياسي أمريكي، ولد في 8 أكتوبر 1797، وتوفي في 14 مايو 1880. نشط حزبياً في الحزب الديمقراطي والحزب الجمهوري. وقد انتخب عضو جمعية ولاية نيويورك ‏ وانتخب عضو مجلس النواب الأمريكي ‏.